# Antillobisium
Antillobisium es un género de pseudoscorpiones de la familia Bochicidae. Se distribuyen por Cuba, en las grutas.

## Especies
Según Pseudoscorpions of the World 2.0:
- Antillobisium mitchelli Dumitresco & Orghidan, 1977
- Antillobisium vachoni Dumitresco & Orghidan, 1977

## Publicación original
- Dumitresco & Orghidan, 1977: Pseudoscorpions de Cuba. Résultats des Expéditions Biospéologiques Cubano-Roumaines à Cuba, Institut de Speologie Emil Racovitza, vol. 2, pp. 99-124.